# Sunken Silver
Sunken Silver é um seriado estadunidense de 1925, gênero drama, dirigido por Spencer Gordon Bennet e George B. Seitz, em 10 capítulos, estrelado por Allene Ray e Walter Miller. Foi produzido e distribuído pela Pathé Exchange, e veiculou nos cinemas estadunidenses entre 10 de maio de 1925 e 12 de julho de 1925.
Este seriado está preservado na UCLA Film & Television Center.

## Elenco
- Allene Ray - Claire Standish
- Walter Miller - Gavin Brice
- Frank Lackteen - Rodney Hade
- Albert Roccardi - Conch Leader
- Jean Bronte - Bobby Burns
- Spencer Gordon Bennet - Doug (creditado Gordon Bennett)
- Charles Fang - Sato
- Ivan Linow - Rako
- Frank Wunderlee - Milo Standish

## Capítulos
1. Watched
2. On Secret Service
3. The Hidden Way
4. Fangs
5. Sea Tigers
6. In Double Peril
7. Face to Face
8. The Shadow on the Stairs
9. The Secret Panel
10. The End of the Trail